# Yara Kastelijn
Yara Kastelijn (Neerkant, 9 augustus 1997) is een Nederlandse veld- en wegwielrenster die sinds 2020 op de weg voor de Belgische wielerploeg Fenix-Deceuninck rijdt. In het veld rijdt ze voor de wielerploeg Crelan-Fristads.

## Biografie
Kastelijn begon op 8-jarige leeftijd met wielrennen bij haar voormalige club RTC Buitenlust in Helmond. 's Winters was ze actief op de crossfiets. Ze combineert beide disciplines.
Op 3 november 2013 werd ze zesde op het Europese kampioenschappen veldrijden 2013 bij de vrouwen beloften U23. Op 2 januari 2014 werd ze tweede op de Centrumcross, na Marianne Vos. Kastelijn is vijfvoudig Nederlands kampioen veldrijden bij de jeugd en junioren. Ook is ze de jongste deelneemster aan het WK veldrijden elite vrouwen in de geschiedenis. Kastelijn vertegenwoordigde op zestienjarige leeftijd Nederland op het WK-veldrijden 2014 in Hoogerheide. Ze eindigde op een 21e plaats. Op 8 november 2014 werd ze tiende op het Europese kampioenschappen veldrijden 2014 bij de vrouwen beloften.
Vanaf september 2014 kampte ze met de ziekte van Pfeiffer, waardoor ze het winterseizoen niet heeft kunnen rijden.
Kastelijn werd 12e op de Europese kampioenschappen op de weg in 2014. Een jaar later won ze brons in het Estse Tartu bij het EK tijdrijden en werd ze 19e op het EK op de weg. Op het Wereldkampioenschap 2015 in het Amerikaanse Richmond werd ze 8e op de weg en 14e in de tijdrit bij de junioren. Ook werd ze dat jaar Nederlands kampioen tijdrijden bij de junioren. Op 7 november werd ze 6e op de Europese kampioenschappen veldrijden 2015 in Huijbergen.
Vanaf 1 maart 2016 kwam ze uit voor Rabo-Liv, dat een jaar later verder ging als WM3 Pro Cycling en in 2018 onder de naam Waowdeals Pro Cycling. Vanaf 1 oktober 2018 koos ze echter voor de veldritploeg Steylaerts - 777. En deze overstap bleek beter dan ooit. Nog een jaar later staat Kastelijn terug bij de wereldtop en wist haar eerste Belgische profzege in de historische veldrit Gavere binnen te halen. Tevens nam ze ook de leiding over in het Superprestigeklassement. Vijf dagen later won ze de Koppenbergcross en nog een week later kroonde ze zich tot Europees kampioene in het Italiaanse Silvelle.
Kastelijn behaalde in 2023 haar grootste zege in het wegwielrennen. Na een solo van zo'n 20 kilometer won ze de vierde etappe in de Tour de France Femmes.

## Palmares

### Veldrijden

#### Resultatentabel elite
| Seizoen   |     | WK | EK   | NK  |     | Klassementen | Klassementen | Klassementen | Klassementen | Klassementen |       | UCI- ranking |    | Podia | Podia | Podia | Aantal crossen |
| Seizoen   | WB  | WK | EK   | NK  | SP  | Trofee       | TOI TOI      | EKZ          | Goud         | Zilver       | Brons | UCI- ranking |    |       |       |       | Aantal crossen |
| --------- | --- | -- | ---- | --- | --- | ------------ | ------------ | ------------ | ------------ | ------------ | ----- | ------------ | -- | ----- | ----- | ----- | -------------- |
| 2011-2012 |     | –  | –    | –   |     | –            |              | –            |              |              |       | –            |    | –     | –     | –     | 5              |
| 2012-2013 | –   | –  | –    | –   | –   | –            | –            | –            | –            | 4            |       |              |    |       |       |       |                |
| 2013-2014 | 21e | –  | –    | 29e | 16e | 29e          | –            | 2            | –            | 15           |       |              |    |       |       |       |                |
| 2014-2015 | –   | –  | –    | –   | –   | –            | 158e         | –            | –            | –            | 4     |              |    |       |       |       |                |
| 2015-2016 | –   | –  | –    | 58e | 27e | 83e          | –            | 179e         | –            | –            | –     | 6            |    |       |       |       |                |
| 2016-2017 | –   | –  | –    | 62e | 27e | 25e          | –            | –            | 101e         | –            | 1     | –            | 13 |       |       |       |                |
| 2017-2018 | –   | –  | –    | 55e | 25e | 58e          | –            | 50e          | 85e          | –            | –     | –            | 12 |       |       |       |                |
| 2018-2019 | –   | –  | –    | 49e | 19e | 20e          | 28e          | 37e          | 35e          | 2            | 2     | –            | 25 |       |       |       |                |
| 2019-2020 | 5e  | ↑  | 4e   | 12e | ↑   | ↑            | –            | –            | 5e           | 4            | 3     | 6            | 29 |       |       |       |                |
| 2020-2021 | 5e  | 8e | Afg. | 14e | 4e  | 5e           | –            | –            | 9e           | –            | 1     | 2            | 29 |       |       |       |                |
| 2021-2022 | 5e  | ↑  | 7e   | 17e | 7e  | 14e          | –            |              | 18e          | 1            | 1     | 1            | 25 |       |       |       |                |
| 2022-2023 | –   | –  | –    | 57e | –   | 19e          | –            | 121          | –            | –            | 1     | 8            |    |       |       |       |                |
| 2023-2024 | –   | –  | 8e   | –   | 39e | –            | –            |              | –            | –            | –     | 4            |    |       |       |       |                |
| Totaal    |     | –  | 1    | –   |     | –            | –            | –            | –            | –            |       | –            |    | 7     | 10    | 10    | 175            |

#### Podiumplaatsen elite
| Legenda                       |
| ----------------------------- |
| Wereldkampioenschappen        |
| Continentale kampioenschappen |
| Nationale kampioenschappen    |
| Wereldbeker                   |
| Superprestige                 |
| Trofee                        |
| Overige veldritten            |

| Nr.           | Seizoen       | Datum             | Veldrit                                        | Cat.          | Wedstrijdserie                |
| Overwinningen | Overwinningen | Overwinningen     | Overwinningen                                  | Overwinningen | Overwinningen                 |
| ------------- | ------------- | ----------------- | ---------------------------------------------- | ------------- | ----------------------------- |
| 1.            | 2018-2019     | 15 december 2018  | Cyclocross Mladá Boleslav, Mladá Boleslav      | C1            | TOI TOI Cup                   |
| 2.            | 2018-2019     | 26 december 2018  | Cyclocross Luzern, Luzern                      | C2            | EKZ CrossTour                 |
| 3.            | 2019-2020     | 27 oktober 2019   | Cyclocross Asper-Gavere, Gavere                | C1            | Superprestige                 |
| 4.            | 2019-2020     | 1 november 2019   | Koppenbergcross, Oudenaarde                    | C1            | DVV Verzekeringen Trofee      |
| 5.            | 2019-2020     | 10 november 2019  | Europees kampioenschap, Rosmalen               | CC            | Europese kampioenschappen     |
| 6.            | 2019-2020     | 23 november 2019  | Ambiancecross, Wachtebeke                      | C1            | Overige                       |
| 7.            | 2021-2022     | 18 september 2021 | B-Mine Cross, Beringen                         | C2            | Ethias Cross                  |
| 2e plaatsen   |               |                   |                                                |               |                               |
| 1.            | 2013-2014     | 2 januari 2014    | Centrumcross, Surhuisterveen                   | C2            | Overige (#1)                  |
| 2.            | 2013-2014     | 18 januari 2014   | Gran Premio Mamma E Papa Guerciotti AM, Milaan | C2            | Overige (#2)                  |
| 3.            | 2016-2017     | 4 januari 2017    | Internationale Centrumcross, Surhuisterveen    | C2            | Overige (#3)                  |
| 4.            | 2018-2019     | 1 januari 2019    | Cyclocross La Meziere, La Mézière              | C1            | Overige (#4)                  |
| 5.            | 2018-2019     | 6 januari 2019    | Grand Prix Garage Collé, Pétange               | C2            | Overige (#5)                  |
| 6.            | 2019-2020     | 6 oktober 2019    | Grote Prijs Neerpelt, Neerpelt                 | C2            | Rectavit Series               |
| 7.            | 2019-2020     | 12 oktober 2019   | Polderscross, Kruibeke (#1)                    | C2            | Ethias Cross (#1)             |
| 8.            | 2019-2020     | 4 januari 2020    | Cyclocross Gullegem, Gullegem                  | C2            | Overige (#6)                  |
| 9.            | 2020-2021     | 3 oktober 2020    | Polderscross, Kruibeke (#2)                    | C2            | Ethias Cross (#2)             |
| 10.           | 2021-2022     | 25 september 2021 | Versluys Cyclocross, Bredene                   | C2            | Ethias Cross (#3)             |
| 3e plaatsen   |               |                   |                                                |               |                               |
| 1.            | 2019-2020     | 13 oktober 2019   | Cyclocross Gieten, Gieten                      | C1            | Superprestige (#1)            |
| 2.            | 2019-2020     | 16 november 2019  | Cyclocross Tábor, Tábor                        | CDM           | Wereldbeker (#1)              |
| 3.            | 2019-2020     | 24 november 2019  | Duinencross, Koksijde                          | CDM           | Wereldbeker (#2)              |
| 4.            | 2019-2020     | 8 december 2019   | Cyclocross Zonhoven, Zonhoven                  | C1            | Superprestige (#2)            |
| 5.            | 2019-2020     | 14 december 2019  | Hotondcross, Ronse                             | C1            | DVV Verzekeringen Trofee (#1) |
| 6.            | 2019-2020     | 29 december 2019  | Cyclocross Diegem, Diegem                      | C1            | Superprestige (#3)            |
| 7.            | 2020-2021     | 31 oktober 2020   | Koppenbergcross, Oudenaarde                    | C1            | X²O Badkamers Trofee (#2)     |
| 8.            | 2020-2021     | 28 november 2020  | Urban Cross, Kortrijk                          | C2            | X²O Badkamers Trofee (#3)     |
| 9.            | 2021-2022     | 6 november 2021   | Europees kampioenschap, VAM-berg               | CC            | Europese kampioenschappen     |
| 10.           | 2022-2023     | 10 december 2022  | Cyclocross Essen, Essen                        | C2            | Exact Cross (#1)              |

#### Resultatentabel beloften (U23)
| Seizoen   |             | WK  | EK | NK  |               | Klassementen | Klassementen |       | Podia | Podia | Podia | Aantal crossen |
| Seizoen   | Wereldbeker | WK  | EK | NK  | Superprestige | Goud         | Zilver       | Brons |       |       |       | Aantal crossen |
| --------- | ----------- | --- | -- | --- | ------------- | ------------ | ------------ | ----- | ----- | ----- | ----- | -------------- |
| 2013-2014 |             |     | –  |     |               |              |              |       | –     | –     | –     | –              |
| 2014-2015 | –           | –   | –  | –   | –             |              |              |       |       |       |       |                |
| 2015-2016 | –           | 6e  | –  | –   | –             | –            | 1            |       |       |       |       |                |
| 2016-2017 | –           | 18e | 7e | –   | –             | –            | 2            |       |       |       |       |                |
| 2017-2018 | 29e         | 5e  | ↑  | –   | –             | 1            | 3            |       |       |       |       |                |
| 2018-2019 | 11e         | 6e  | 6e | 14e | 4e            | –            | –            | –     | 3     |       |       |                |
| Totaal    |             | –   | –  | –   |               | –            | –            |       | –     | –     | 1     | 9              |

#### Resultatentabel nieuwelingen (U17) en junioren (U19)
| Seizoen                |                        | NK                     |                        | Podia                  | Podia                  | Podia                  | Aantal crossen         |
| Seizoen                | Goud                   | NK                     | Zilver                 | Brons                  |                        |                        | Aantal crossen         |
| ↓ Nieuwelingen (U17) ↓ | ↓ Nieuwelingen (U17) ↓ | ↓ Nieuwelingen (U17) ↓ | ↓ Nieuwelingen (U17) ↓ | ↓ Nieuwelingen (U17) ↓ | ↓ Nieuwelingen (U17) ↓ | ↓ Nieuwelingen (U17) ↓ | ↓ Nieuwelingen (U17) ↓ |
| ---------------------- | ---------------------- | ---------------------- | ---------------------- | ---------------------- | ---------------------- | ---------------------- | ---------------------- |
| 2011-2012              |                        | ↑                      |                        | 1                      | –                      | –                      | 1                      |
| 2012-2013              | ↑                      | 1                      | –                      | –                      | 1                      |                        |                        |
| ↓ Junioren (U19) ↓     |                        |                        |                        |                        |                        |                        |                        |
| 2013-2014              |                        | ↑                      |                        | 1                      | –                      | –                      | 1                      |
| 2014-2015              | –                      | –                      | –                      | –                      | –                      |                        |                        |
| Totaal                 |                        | 3                      |                        | 3                      | –                      | –                      | 3                      |

#### Overwinningen nieuwelingen (U17) en junioren (U19)
| Nr.                    | Seizoen                | Datum                  | Veldrit                                | Cat.                   | Wedstrijdserie                    |
| ↓ Nieuwelingen (U17) ↓ | ↓ Nieuwelingen (U17) ↓ | ↓ Nieuwelingen (U17) ↓ | ↓ Nieuwelingen (U17) ↓                 | ↓ Nieuwelingen (U17) ↓ | ↓ Nieuwelingen (U17) ↓            |
| ---------------------- | ---------------------- | ---------------------- | -------------------------------------- | ---------------------- | --------------------------------- |
| 1.                     | 2011-2012              | 8 januari 2012         | Nederlands kampioenschap, Huijbergen   | –                      | Nederlandse kampioenschappen (#1) |
| 2.                     | 2012-2013              | 13 januari 2013        | Nederlands kampioenschap, Hilvarenbeek | –                      | Nederlandse kampioenschappen (#2) |
| ↓ Junioren (U19) ↓     |                        |                        |                                        |                        |                                   |
| 1.                     | 2013-2014              | 12 januari 2014        | Nederlands kampioenschap, Gieten       | CN                     | Nederlandse kampioenschappen (#1) |

### Wegwielrennen

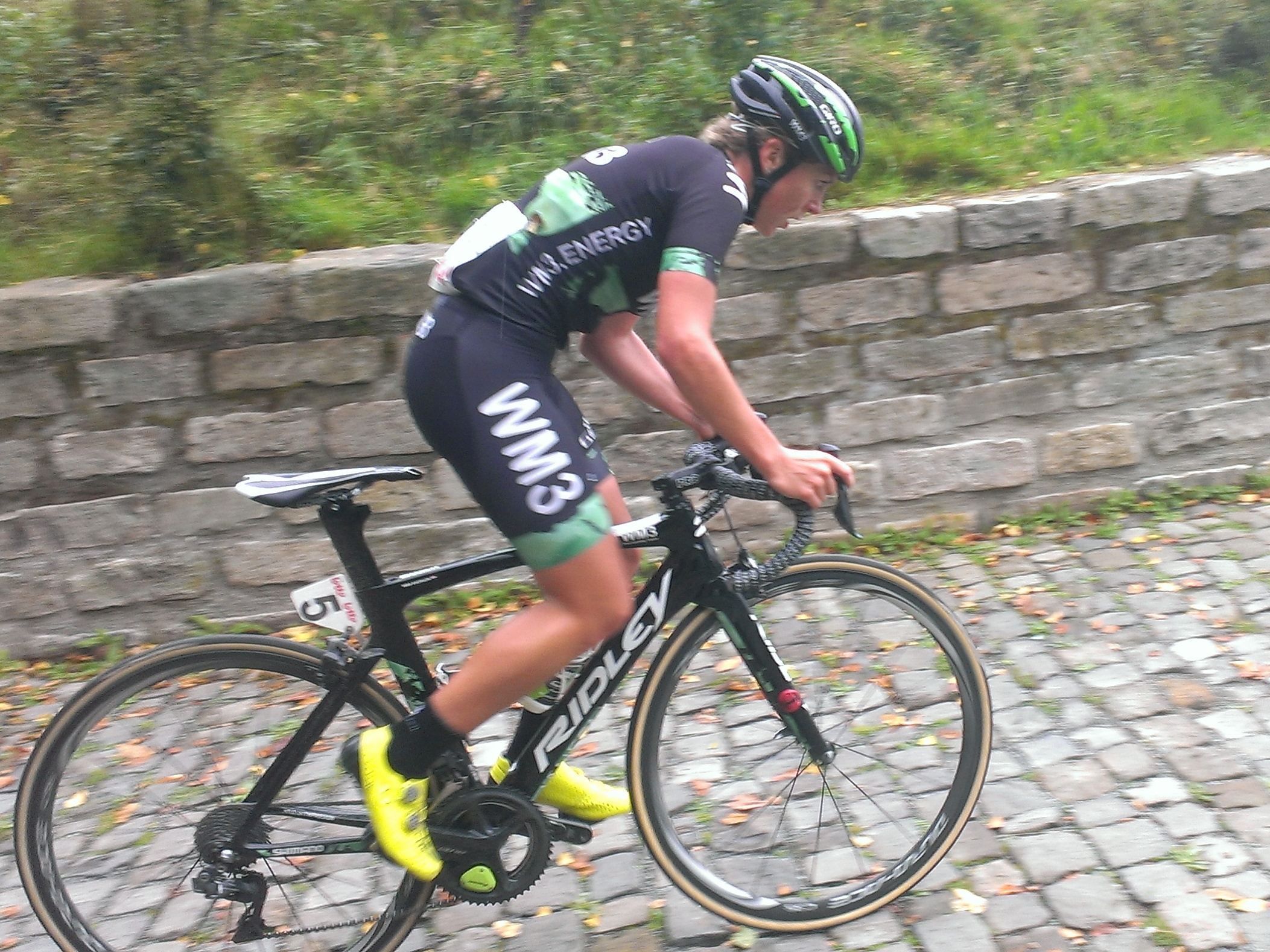
Yara Kastelijn tijdens de slotrit van de Lotto Belgium Tour 2017 op de Muur van Geraardsbergen.

2016
2e etappe A Giro del Trentino Alto Adige-Südtirol (TTT)
2020
Bergklassement Tour de l'Ardèche
2022
Bergklassement Ronde van de Semois
2023
4e etappe Tour de France Femmes

#### Resultaten in voornaamste wedstrijden
| Jaar | Ronde van Italië | Ronde van Frankrijk | Ronde van Spanje |
| ---- | ---------------- | ------------------- | ---------------- |
| 2017 |                  |                     |                  |
| 2018 |                  |                     |                  |
| 2019 |                  |                     |                  |
| 2020 |                  |                     |                  |
| 2021 |                  |                     |                  |
| 2022 |                  | 13e                 |                  |
| 2023 |                  | 26e (1)             |                  |
| 2024 |                  | 57e                 | 8e               |
| 2025 | 12e              | 17e                 | 8e               |

| Jaar | Milaan-San Remo | Gent-Wevelgem | Ronde van Vlaanderen | Amstel Gold Race | Luik-Bast.‑Luik | Strade Bianche | Waalse Pijl | Brabantse Pijl |  | Wereldranglijsten |
| ---- | --------------- | ------------- | -------------------- | ---------------- | --------------- | -------------- | ----------- | -------------- |  | ----------------- |
| 2017 |                 |               | 35e                  |                  |                 |                |             | 47e            |  | 517e (UWT)        |
| 2018 |                 |               |                      |                  |                 |                |             | opgave         |  | 314e (UWT)        |
| 2019 |                 |               |                      |                  |                 |                |             |                |  | 630e (UWT)        |
| 2020 |                 |               |                      |                  |                 |                |             |                |  | 142e (UWT)        |
| 2021 |                 | 30e           | opgave               |                  |                 |                |             |                |  | 187e (UWT)        |
| 2022 |                 | 26e           | 25e                  | 13e              | 19e             | 15e            | 9e          | 43e            |  |                   |
| 2023 |                 | 29e           | 37e                  | 25e              | 18e             | 14e            | 10e         | 17e            |  |                   |
| 2024 |                 |               | opgave               | 9e               | 19e             | 11e            | 18e         | 9e             |  |                   |
| 2025 | 34e             |               |                      | 15e              |                 | 6e             |             | 7e             |  |                   |

## Ploegen
- 2023 –  Fenix-Deceuninck
- 2024 –  Fenix-Deceuninck
- 2025 –  Fenix-Deceuninck

## Privé
Yara Kastelijn heeft een relatie met de Belgische veldrijder Niels Vandeputte.
Brand · De Jong · Ferrand-Prévot · Gillow · Kastelijn · Knetemann · Korevaar · Koster · Niewiadoma · Tenniglo · Van der Breggen · Vos
Gafinovitz · Kastelijn · Kitchen · Korevaar · Koster · Markus · Niewiadoma · Plichta · Scandolara · Tenniglo · Vos
Gafinovitz · Van der Heijden · Kastelijn · Korevaar · Koster · Markus · Van de Ree · Rooijakkers · Rowe · Stultiens · Vos
Alvarado · Cant · Couzens · de Baat · De Wilde · Kastelijn · Kuijpers · Martins · Marturano · Pieterse · Schrempf · Schweinberger · Stiasny · Truyen · Van de Velde · van der Heijden · van Zuthem · Worst · Wright
Alvarado · Cant · Couzens · De Wilde · Kastelijn · Kuijpers · Marturano · Perkins · Pieterse · Rooijakkers · Schrempf · Schweinberger · Stiasny · Truyen · van Alphen · van der Heijden · van Zuthem · Worst · Wright
Alvarado · Casasola · Couzens · De Wilde · Kastelijn · Kuijpers · Perkins · Pieterse · Rooijakkers · Schrempf · Schweinberger · Truyen · van Alphen · van der Heijden · van Zuthem · Worst